# Рюмланг
Рюмланг (нем. Rümlang) — коммуна в Швейцарии, в кантоне Цюрих. 
Входит в состав округа Дильсдорф. Население составляет 6046 человек (на 31 декабря 2007 года). Официальный код — 0097.